# Френкі де Йонг
Фре́нкі де Йонг (нід. Frenkie de Jong; нар. 12 травня 1997, Горінхем, Нідерланди) — нідерландський футболіст, півзахисник «Барселони».

## Клубна кар'єра

### «Аякс»
Де Йонг — вихованець клубу «Віллем II». 10 травня 2015 року в матчі проти АДО Ден Гаг він дебютував у Ередивізі. Влітку того ж року Френкі перейшов в амстердамський «Аякс». Для отримання ігрової практики він був відданий в оренду назад в «Віллем II».
Влітку 2016 року де Йонг повернувся в «Аякс». 21 вересня в поєдинку Кубка Нідерландів проти своїх колишніх одноклубників він дебютував за основний склад, замінивши у другому таймі Рішедлі Базура. Для отримання ігрової практики Френкі виступав за команду дублерів у Ерстедивізі. 12 лютого 2017 року в матчі проти роттердамської «Спарти» він дебютував за столичний клуб у чемпіонаті.

### «Барселона»
23 січня 2019 року каталонська «Барселона» оголосила про трансфер Френкі де Йонга за 75 мільйонів евро. Фактично де Йонг став футболістом каталонців 1 липня того ж року.  

## Міжнародна кар'єра
У 2015 році де Йонг у складі юнацької збірної Нідерландів брав участь у юнацькому чемпіонаті Європи в Греції. На турнірі він зіграв у матчах проти команд Іспанії, Німеччини та Росії.
Френкі де Йонг був учасником європейської першості 2020 року, він зіграв в усіх чотирьох матчах своєї збірної, в яких вона перемогла Україну (3:2), Австрію (2:0), Північну Македонію (3:0) і поступилася в 1/8 фіналу збірній Чехії (0:2) .

## Статистика виступів

### Статистика клубних виступів
| Сезон                 | Команда               | Чемпіонат             | Чемпіонат | Чемпіонат | Національний кубок | Національний кубок | Національний кубок | Континентальні кубки | Континентальні кубки | Континентальні кубки | Інші змагання | Інші змагання | Інші змагання | Усього | Усього |
| Сезон                 | Команда               | Ліга                  | Ігор      | Голів     | Ліга               | Ігор               | Голів              | Ліга                 | Ігор                 | Голів                | Ліга          | Ігор          | Голів         | Ігор   | Голів  |
| --------------------- | --------------------- | --------------------- | --------- | --------- | ------------------ | ------------------ | ------------------ | -------------------- | -------------------- | -------------------- | ------------- | ------------- | ------------- | ------ | ------ |
| 2014-15               | «Віллем II»           | ЕР                    | 1         | 0         | КН                 | 0                  | 0                  | -                    | -                    | -                    | -             | -             | -             | 1      | 0      |
| 2015-16               | «Віллем II»           | ЕР                    | 1         | 0         | КН                 | 1                  | 0                  | -                    | -                    | -                    | -             | -             | -             | 2      | 0      |
| Всього за «Віллем II» | Всього за «Віллем II» | Всього за «Віллем II» | 2         | 0         |                    | 1                  | 0                  |                      | -                    | -                    |               | -             | -             | 3      | 0      |
| 2015-16               | «Йонг Аякс»           | ЕЕ                    | 15        | 2         | -                  | -                  | -                  | -                    | -                    | -                    | -             | -             | -             | 15     | 2      |
| 2016-17               | «Йонг Аякс»           | ЕЕ                    | 31        | 6         | -                  | -                  | -                  | -                    | -                    | -                    | -             | -             | -             | 31     | 6      |
| Всього за «Йонг Аякс» | Всього за «Йонг Аякс» | Всього за «Йонг Аякс» | 46        | 8         | -                  | -                  | -                  | -                    | -                    | -                    | -             | -             | -             | 46     | 8      |
| 2016-17               | «Аякс»                | ЕР                    | 4         | 1         | КН                 | 3                  | 0                  | ЛЄ                   | 4                    | 0                    | -             | -             | -             | 11     | 1      |
| 2017-18               | «Аякс»                | ЕР                    | 22        | 0         | КН                 | 2                  | 1                  | ЛЧ+ЛЄ                | 2+0                  | 0                    | -             | -             | -             | 26     | 1      |
| 2018-19               | «Аякс»                | ЕР                    | 31        | 3         | КН                 | 4                  | 0                  | ЛЧ                   | 17                   | 0                    | -             | -             | -             | 52     | 4      |
| Всього за «Аякс»      | Всього за «Аякс»      | Всього за «Аякс»      | 57        | 4         |                    | 9                  | 1                  |                      | 23                   | 0                    |               | -             | -             | 89     | 5      |
| 2019–20               | «Барселона»           | ПД                    | 29        | 2         | КІ                 | 3                  | 0                  | ЛЧ                   | 9                    | 0                    | СІ            | 1             | 0             | 42     | 2      |
| 2020–21               | «Барселона»           | ПД                    | 37        | 3         | КІ                 | 5                  | 3                  | ЛЧ                   | 7                    | 0                    | СІ            | 2             | 1             | 51     | 7      |
| 2021–22               | «Барселона»           | ПД                    | 32        | 3         | КІ                 | 2                  | 0                  | ЛЧ+ЛЄ                | 6+6                  | 0+1                  | СІ            | 1             | 0             | 47     | 4      |
| 2022–23               | «Барселона»           | ПД                    | 13        | 2         | КІ                 | 0                  | 0                  | ЛЧ                   | 4                    | 0                    | СІ            | 0             | 0             | 17     | 2      |
| Всього за «Барселону» | Всього за «Барселону» | Всього за «Барселону» | 111       | 10        |                    | 10                 | 3                  |                      | 32                   | 1                    |               | 4             | 1             | 157    | 15     |
| Усього за кар'єру     | Усього за кар'єру     | Усього за кар'єру     | 216       | 22        |                    | 20                 | 4                  |                      | 55                   | 1                    |               | 4             | 1             | 295    | 28     |

### Статистика виступів за збірну
| Дата       | Місто         | Господарі            | Результат  | Гості                | Турнір                                    | Голи | Примітки |
| ---------- | ------------- | -------------------- | ---------- | -------------------- | ----------------------------------------- | ---- | -------- |
| 6-9-2018   | Амстердам     | Нідерланди           | 2 – 1      | Перу                 | товариський матч                          | -    | 46'      |
| 9-9-2018   | Париж         | Франція              | 2 – 1      | Нідерланди           | Ліга націй УЄФА 2018—2019 - груповий етап | -    |          |
| 13-10-2018 | Амстердам     | Нідерланди           | 3 – 0      | Німеччина            | Ліга націй УЄФА 2018—2019 - груповий етап | -    | 77'      |
| 16-11-2018 | Роттердам     | Нідерланди           | 2 – 0      | Франція              | Ліга націй УЄФА 2018—2019 - груповий етап | -    |          |
| 19-11-2018 | Гельзенкірхен | Німеччина            | 2 – 2      | Нідерланди           | Ліга націй УЄФА 2018—2019 - груповий етап | -    |          |
| 21-3-2019  | Роттердам     | Нідерланди           | 4 – 0      | Білорусь             | Відбір до ЧЄ 2020                         | -    |          |
| 24-3-2019  | Амстердам     | Нідерланди           | 2 – 3      | Німеччина            | Відбір до ЧЄ 2020                         | -    |          |
| 6-6-2019   | Гімарайнш     | Нідерланди           | 3 – 1 д.ч. | Англія               | Ліга націй УЄФА 2018—2019 - півфінал      | -    | 114'     |
| 9-6-2019   | Порту         | Португалія           | 1 – 0      | Нідерланди           | Ліга націй УЄФА 2018—2019 - фінал         | -    |          |
| 6-9-2019   | Гамбург       | Німеччина            | 2 – 4      | Нідерланди           | Відбір до ЧЄ 2020                         | 1    | 72'      |
| 9-9-2019   | Таллінн       | Естонія              | 0 – 4      | Нідерланди           | Відбір до ЧЄ 2020                         | -    | 81'      |
| 10-10-2019 | Роттердам     | Нідерланди           | 3 – 1      | Північна Ірландія    | Відбір до ЧЄ 2020                         | -    |          |
| 13-10-2019 | Мінськ        | Білорусь             | 1 – 2      | Нідерланди           | Відбір до ЧЄ 2020                         | -    |          |
| 16-11-2019 | Белфаст       | Північна Ірландія    | 0 – 0      | Нідерланди           | Відбір до ЧЄ 2020                         | -    |          |
| 19-11-2019 | Амстердам     | Нідерланди           | 5 – 0      | Естонія              | Відбір до ЧЄ 2020                         | -    | 75'      |
| 4-9-2020   | Амстердам     | Нідерланди           | 1 – 0      | Польща               | Ліга націй УЄФА 2020—2021 - груповий етап | -    | 89'      |
| 7-9-2020   | Амстердам     | Нідерланди           | 0 – 1      | Італія               | Ліга націй УЄФА 2020—2021 - груповий етап | -    |          |
| 11-10-2020 | Зениця        | Боснія і Герцеговина | 0 – 0      | Нідерланди           | Ліга націй УЄФА 2020—2021 - груповий етап | -    |          |
| 14-10-2020 | Бергамо       | Італія               | 1 – 1      | Нідерланди           | Ліга націй УЄФА 2020—2021 - груповий етап | -    |          |
| 11-11-2020 | Амстердам     | Нідерланди           | 1 – 1      | Іспанія              | товариський матч                          | -    | 46'      |
| 15-11-2020 | Амстердам     | Нідерланди           | 3 – 1      | Боснія і Герцеговина | Ліга націй УЄФА 2020—2021 - груповий етап | -    |          |
| 18-11-2020 | Хожув         | Польща               | 1 – 2      | Нідерланди           | Ліга націй УЄФА 2020—2021 - груповий етап | -    |          |
| 24-3-2021  | Стамбул       | Туреччина            | 4 – 2      | Нідерланди           | Відбір до ЧС 2022                         | -    |          |
| 27-3-2021  | Амстердам     | Нідерланди           | 2 – 0      | Латвія               | Відбір до ЧС 2022                         | -    |          |
| 30-3-2021  | Гібралтар     | Гібралтар            | 0 – 7      | Нідерланди           | Відбір до ЧС 2022                         | -    |          |
| 2-6-2021   | Фару          | Нідерланди           | 2 – 2      | Шотландія            | товариський матч                          | -    | 31'      |
| 6-6-2021   | Енсхеде       | Нідерланди           | 3 – 0      | Грузія               | товариський матч                          | -    | 66'      |
| 13-6-2021  | Амстердам     | Нідерланди           | 3 – 2      | Україна              | Euro                                      | -    |          |
| 17-6-2021  | Амстердам     | Нідерланди           | 2 – 0      | Австрія              | Euro                                      | -    |          |
| 21-6-2021  | Амстердам     | Північна Македонія   | 0 – 3      | Нідерланди           | Euro                                      | -    | 79'      |
| 27-6-2021  | Будапешт      | Нідерланди           | 0 – 2      | Чехія                | Euro                                      | -    | 84'      |
| 1-9-2021   | Осло          | Норвегія             | 1 – 1      | Нідерланди           | Відбір до ЧС 2022                         | -    |          |
| 4-9-2021   | Ейндговен     | Нідерланди           | 4 – 0      | Чорногорія           | Відбір до ЧС 2022                         | -    | 83'      |
| 7-9-2021   | Амстердам     | Нідерланди           | 6 – 1      | Туреччина            | Відбір до ЧС 2022                         | -    | 46'      |
| 8-10-2021  | Рига          | Латвія               | 0 – 1      | Нідерланди           | Відбір до ЧС 2022                         | -    |          |
| 11-10-2021 | Роттердам     | Нідерланди           | 6 – 0      | Гібралтар            | Відбір до ЧС 2022                         | -    | 60'      |
| 13-11-2021 | Подгориця     | Чорногорія           | 2 – 2      | Нідерланди           | Відбір до ЧС 2022                         | -    | 78'      |
| 16-11-2021 | Роттердам     | Нідерланди           | 2 – 0      | Норвегія             | Відбір до ЧС 2022                         | -    |          |
| 26-3-2022  | Амстердам     | Нідерланди           | 4 – 2      | Данія                | товариський матч                          | -    |          |
| 29-3-2022  | Амстердам     | Нідерланди           | 1 – 1      | Німеччина            | товариський матч                          | -    | 86'      |
| 3-6-2022   | Брюссель      | Бельгія              | 1 – 4      | Нідерланди           | Ліга націй УЄФА 2022—2023 - груповий етап | -    |          |
| 8-6-2022   | Кардіфф       | Уельс                | 1 – 2      | Нідерланди           | Ліга націй УЄФА 2022—2023 - груповий етап | -    | 67'      |
| 11-6-2022  | Роттердам     | Нідерланди           | 2 – 2      | Польща               | Ліга націй УЄФА 2022—2023 - груповий етап | -    | 87'      |
| 14-6-2022  | Роттердам     | Нідерланди           | 3 – 2      | Уельс                | Ліга націй УЄФА 2022—2023 - груповий етап | -    |          |
| 22-9-2022  | Варшава       | Польща               | 0 – 2      | Нідерланди           | Ліга націй УЄФА 2022—2023 - груповий етап | -    | 46'      |
| 21-11-2022 | Доха          | Сенегал              | 0 – 2      | Нідерланди           | ЧС 2022 - груповий етап                   | -    |          |
| Усього     |               | Матчів               | 46         |                      | Голів                                     | 1    |          |

## Титули і досягнення
- Чемпіон Нідерландів (1):

«Аякс»: 2018-19
- Володар Кубка Нідерландів (1):

«Аякс»: 2018-19
- Чемпіон Іспанії (2):

«Барселона»: 2022-23, 2024-25
- Володар Кубка Іспанії (2):

«Барселона»: 2020-21, 2024-25
- Володар Суперкубка Іспанії (2):

«Барселона»: 2022, 2024